# 沒有牆的世界
《沒有牆的世界系列》（英語：A Wall-less World Series）是香港電台電視部拍攝製作的時裝劇系列。
此劇系列共分為八輯：第一輯名為《沒有牆的世界》，共分為10集；第二輯名為《沒有牆的世界II》，共分為8集；第三輯名為《沒有牆的世界III》，共分為8集；第四輯名為《沒有牆的世界IV》，共分為7集；第五輯名為《沒有牆的世界V》，共分為10集；第六輯名為《沒有牆的世界VI》，共分為10集；第七輯名為《沒有牆的世界VII - 閃亮舞台》，共分為8集；第八輯名為《沒有牆的世界VIII - 向夢想進發》，共分為12集。
第七輯邀請了彭秀慧和張錦程飾演一對情侶，其中張錦程的角色是演一名輪椅人士。二人是1995年演出舞台音樂劇之後相隔24年再次合作。此外，因應2019新型冠狀病毒疫情，第七輯特別版名為《沒有牆的世界VII - 同行抗疫》，共分為5集3分鐘網上短劇。
2024年4月，香港電台電視部決定將本節目改名為《睇得見，聽得到》，以便加入少數族裔共融元素。

## 外部連結
- 香港電台官方網站 - 沒有牆的世界 （页面存档备份，存于）
- 香港電台節目網站 - 沒有牆的世界 （页面存档备份，存于）
- 香港電台官方網站 - 沒有牆的世界II （页面存档备份，存于）
- 香港電台節目網站 - 沒有牆的世界II （页面存档备份，存于）
- 香港電台官方網站 - 沒有牆的世界III （页面存档备份，存于）
- 香港電台節目網站 - 沒有牆的世界III
- 香港電台節目網站 - 沒有牆的世界IV （页面存档备份，存于）
- 香港電台節目網站 - 沒有牆的世界V （页面存档备份，存于）
- 香港電台節目網站 - 沒有牆的世界 6 （页面存档备份，存于）
- 香港電台節目網站 - 沒有牆的世界VII - 閃亮舞台 （页面存档备份，存于）
- 香港電台電視節目資料庫相關網站 - 沒有牆的世界 （页面存档备份，存于）
- 香港電台電視節目資料庫相關網站 - 沒有牆的世界II （页面存档备份，存于）
- 香港電台電視節目資料庫相關網站 - 沒有牆的世界III （页面存档备份，存于）